# Kinderen De Man
Kinderen De Man is een oorlogsmonument in de Nederlandse plaats Berlicum ter herinnering aan de Joodse kinderen Anneke, Jochie, Magdalena en Pieter de Man. Het monument is ontworpen door kunstenaar Willen Dieleman. Het is een monument van brons. Op de gedenkplaat zijn in het midden kinderen te zien die elkaar omhelzen. Ook slingert er een spoorlijn over de plaat. Deze spoorlijn symboliseert het feit dat de kinderen van het gezin De Man in de Tweede Wereldoorlog door de bezetter per trein zijn afgevoerd naar concentratiekamp Auschwitz. Het monument voor kinderen De Man is onthuld in 1995.

## Tekst
Bovenaan het monument staat de tekst
ANNEKE, JOCHIE, MAGDALEENTJE EN PIETER DE MAN AUSCHWITZ MCMXLII.
Onderaan het monument staat de tekst
 ... EN NIMMER TERUGGEKEERD.

## Achtergrond
De kinderen De Man waren de kinderen van schrijver Herman de Man, die vanaf 1930 in Berlicum woonde. Op 2 augustus 1942 werden de vier kinderen en hun moeder Eva opgepakt in hun huis en afgevoerd naar Auschwitz. Herman de Man en zijn drie andere kinderen waren op dat moment niet thuis. Op 9 augustus 1942 werden Anneke, Jochie, Magdalena, Pieter en hun moeder Eva vergast. De oudste zoon van het echtpaar-De Man, Jan de Man, verbleef op dat moment in Rijswijk. Hij werd gearresteerd en in Duitsland tewerkgesteld. Hij wist echter te ontvluchten. Kort hierna liep hij, zonder het te weten, een post van de Schutzstaffel binnen. Hier werd hij op zeventienjarige leeftijd doodgeschoten. Marie en Joost waren de enige twee van de in totaal zeven kinderen van Herman en Eva de Man die de Tweede Wereldoorlog wisten te overleven. Dit lukte hen door onder te duiken. Herman de Man zelf verbleef tijdens de Tweede Wereldoorlog lange tijd in zijn buitenhuisje in Frankrijk. Bij zijn terugkeer in Nederland in 1945 raakte hij totaal ontwricht toen hij de berichten over zijn kinderen te horen kreeg. Hij bleek niet meer in staat te schrijven en ging met zijn twee overgebleven kinderen in Eindhoven wonen.